# Elysia crispata
Elysia crispata (лат.) — вид брюхоногих моллюсков из семейства Plakobranchidae подкласса Heterobranchia.

## Описание
Elysia crispata часто называется салатовым слизнем, потому, что имеет очень кудрявую мантию. Это делает моллюска действительно похожим на салат. В длину достигает 5—7 см, а в ширину — 3 см. Elysia crispata имеет очень разную окраску — от бледной с красными или жёлтыми вкраплениями до синей.

## Распространение и экология
Обитает на мелководьях в тропических частях западной Атлантики. Как и E. chlorotica, может накапливать в своём теле хлоропласты и питаться автотрофным путём. В пищу могут идти вошерия, каулерпа и другие водоросли. Яичная масса откладывается на плоских, вертикальных водорослях. Эмбрион развивается 15 дней. Размер яиц — от 106 до 113 микрометров, яйца различаются по среднему размеру в зависимости от местоположения. Эмбрионы могут подвергаться внутрикапсульным метаморфозам, либо метаморфозам после вылупления.